# Мирбель, Шарль-Франсуа Бриссо де
Шарль-Франсуа Бриссо де Мирбель (фр. Charles-François Brisseau de Mirbel; 27 марта 1776, Париж, — 12 сентября 1854, Шамперре) — французский ботаник и политик. Основные труды связаны с изучением строения растительной клетки и эмбриологией растений.
Член Французской академии наук, иностранный член Лондонского королевского общества (1837). 

## Биография
Являлся профессором ботаники в Саду растений.
Был удостоен ордена Почетного легиона.
Второй женой Шарля-Франсуа Мирбеля была художница-миниатюрист Лизинская де Мирбель, на которой он женился, будучи 13 лет вдовцом.

## Избранные труды
- Histoire naturelle, générale et particulière de plantes, 1802-1806
- Exposition de la théorie de l'organisation végétale, 1809
- Traité d'anatomie et de physiologie végétale, 1813
- Éléments de physiologie végétale et de botanique, 1815